# Franziska Schlopsnies
Franziska Schlopsnies, née Spangenthal le 1er décembre 1884 à Francfort-sur-le-Main et morte assassinée le 30 décembre 1944 au camp de concentration d'Auschwitz, est une styliste, affichiste et graphiste allemande. Dans les années 1920, ses illustrations et ses couvertures Art déco paraissent dans les hebdomadaires Jugend, Simplicissimus, Meggendorfer-Blätter et Berliner Illustrirte Zeitung.

## Biographie
Franziska Spangenthal est l'aînée des trois filles du marchand juif Robert Spangenthal et de son épouse Henriette Klein. Son père est un grossiste en produits chimiques et en huiles pour machines. Peu de temps après la mort de son père en 1905, elle rencontre le peintre, marionnettiste et caricaturiste Albert Schlopsnies. Fils d'un propriétaire protestant de Prusse-Orientale, il étudie à l'Académie des beaux-arts de Munich avec Gabriel von Hackl à partir de 1903. Le 15 septembre 1910 à Francfort, Spangenthal épouse Schlopsnies, qui est alors employée en tant que pigiste chez Margarete Steiff GmbH pour laquelle elle créé des catalogues et de nombreuses poupées et animaux empaillés. En 1913, le couple s'installent à Munich dans le district de Schwabing. En mai 1915, leur fille Irmgard Erika naît. 
Après la Première Guerre mondiale, Franziska Schlopsnies commence à concevoir des affiches pour des défilés de mode, des grands magasins et des expositions. L'une de ses premières créations qui survécut à la guerre est réalisée en 1920 pour le grand magasin Tietz. Malgré le divorce du couple le 18 décembre 1922, elle signe souvent ses créations sous le nom de « Slopsnies ». À partir du milieu des années 1920, elle se tourne vers le dessin de personnages et de costumes. Avec Doris Buscher, Liliane et Margaret von Suttner, elle figure parmi les illustratrices de mode les plus importantes de l'époque. Ses dessins de mode et ses caricatures d'inspiration Art déco sont régulièrement publiées dans des magazines tels que Jugend, Simplicissimus, Eleganten Welt, Berliner Illustrirten Zeitung, Sport im Bild et le mensuel Velhagen & Klasings Monatshefte. Pour les périodiques satiriques Fliegende Blätter et Meggendorfer-Blätter, elle conçoit de nombreuses couvertures dans la seconde moitié des années vingt.
Après l'arrivée au pouvoir d'Adolf Hitler, elle ne produit aucun dessin publié connu. Pour assurer sa subsistance et celle de sa fille, elle loue des chambres à des étudiants. Ses deux sœurs et sa mère réussissent à émigrer, tandis qu'elle est susceptible d'être épargnée de la déportation car mère d'une « mischling » (métis juive au premier degré selon le vocabulaire national-socialiste). En ce qui concerne la date de son expulsion, le procès-verbal est contradictoire. Elle est déportée en 1943 ou en janvier 1944 vers une destination inconnue. Le 30 décembre 1944, Franziska Schlopsnies meurt dans le camp de concentration d'Auschwitz,. Sa fille Erika survit à la Seconde Guerre mondiale et émigre aux États-Unis en 1946. 
Aujourd'hui, lors d'enchères internationales, les graphiques et impressions de Franziska Schlopsnies atteignent des prix pouvant atteindre plusieurs milliers d' euros. 

## Sélection d'œuvres
- Publicité pour un défilé de mode à la maison Tietz, 1920
- Publicité pour Schirm Schönherr, Theatinerstraße ; Munich 1923
- Publicité pour l'exposition Der gedeckte Tisch, Munich 1926
- Publicité pour la société Andreas Kaut
- Publicité pour la société Gebr.  E & J Marx, München
- Die modische Linie, 1923
- An der Riviera, 1926
- Geeignet, 1926
- Offenherzig - Elegantes Paar im Gespräch über den Wert der Zeit des Mannes, 1927
- Die Spanierin, 1926
- Der Geschiedene, 1927
- Vor dem Spiegel, 1927
- Kühl, 1927
- Pietät, 1928
- Die prüde Gattin, 1928
- Paradox, 1928
- Paar beim Spaziergang mit Hund, 1928
- Fasching der eleganten Welt: Auf dem Ball Pare im Deutschen Theater à München, 1928
- Argument, 1929
- Der Tag fängt an, 1929
- Eben wollt ich 'nen Kuss, Thea, 1929
- Aber Meta ..- mit diesen Launen quilt of dich und mich, 1931
- Diese Segler sr mir zu dreist, 1932
- Große Wirkungen, 1932

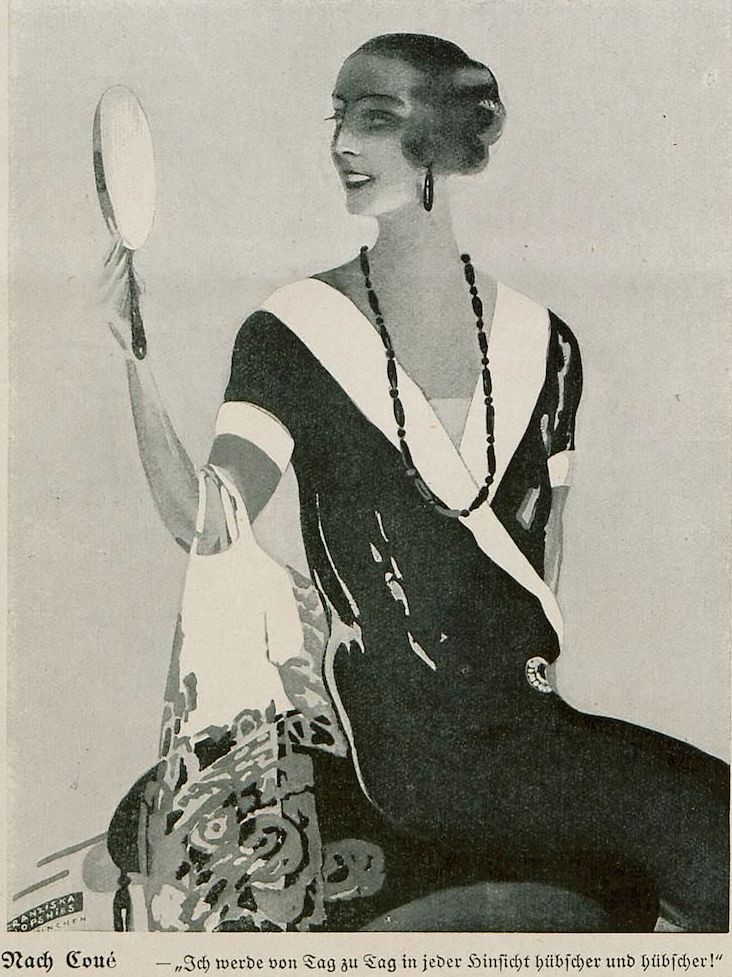
Nach Coué — "Ich werde von Tag zu Tag in jeder hinsicht hübscher und hübscher." 1922
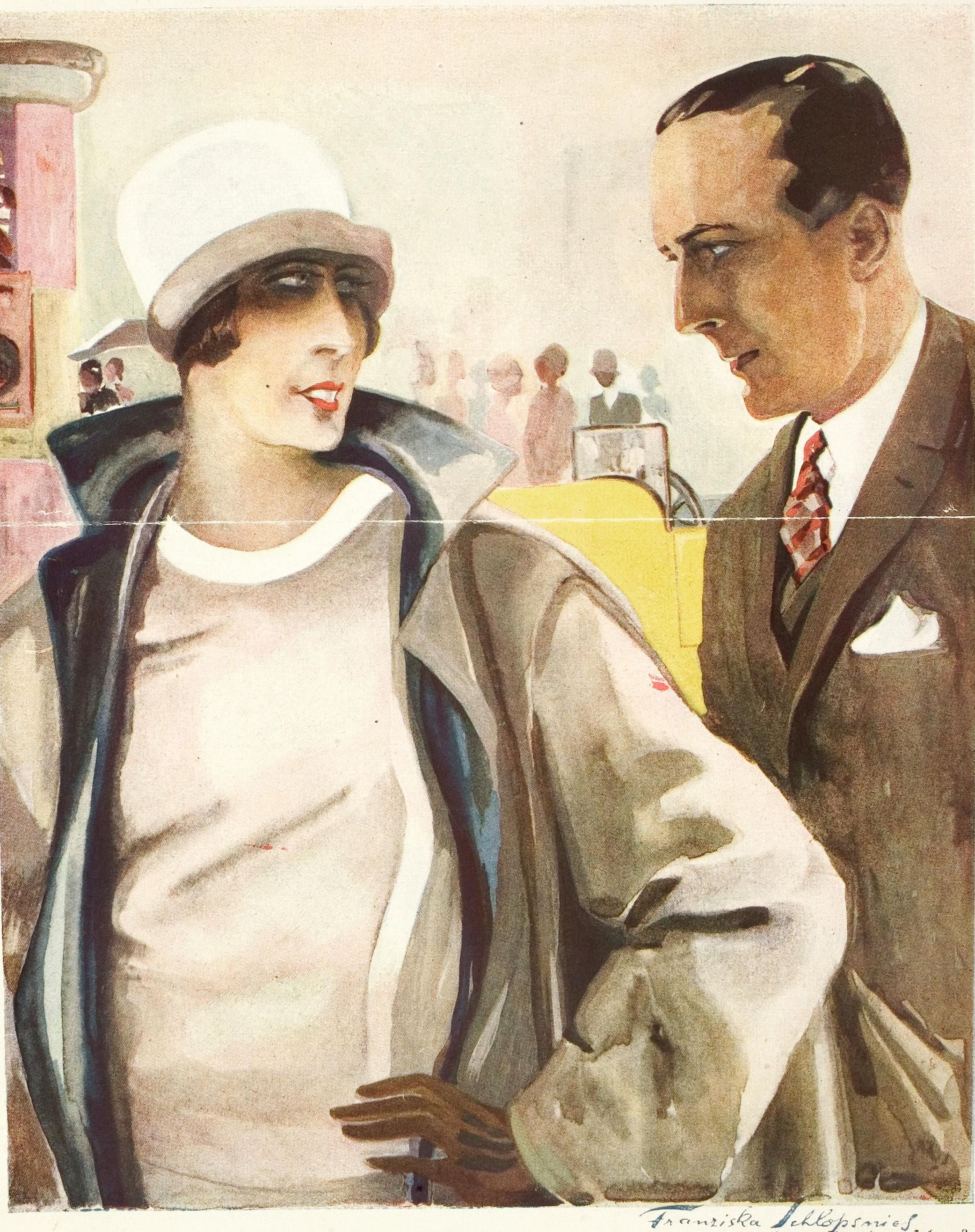
Offenherzig, 1927
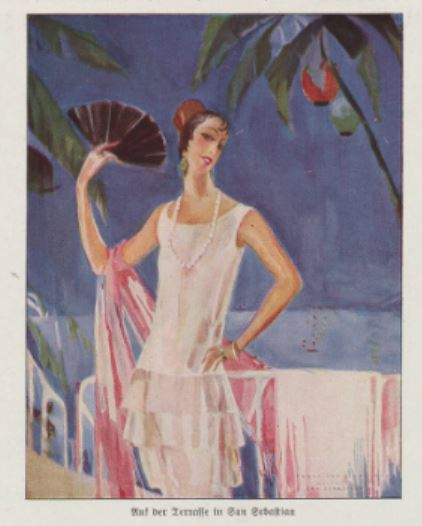
Auf der Terrasse von San Sebastian. 1927
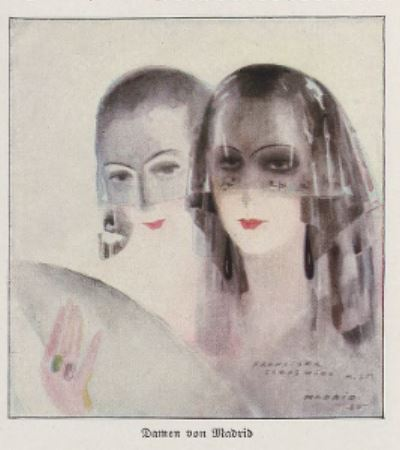
Damen von Madrid, 1927
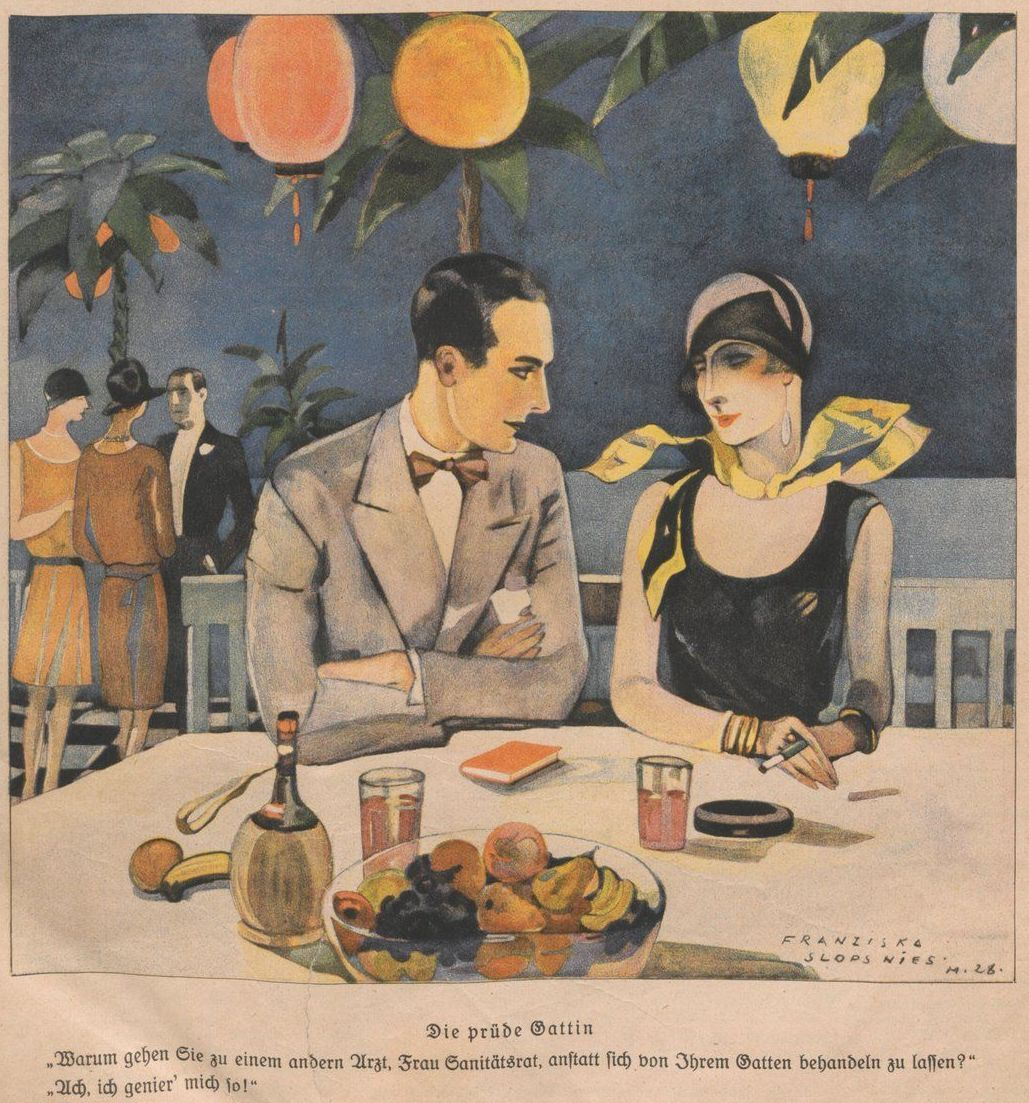
Die prüde Gattin, 1928
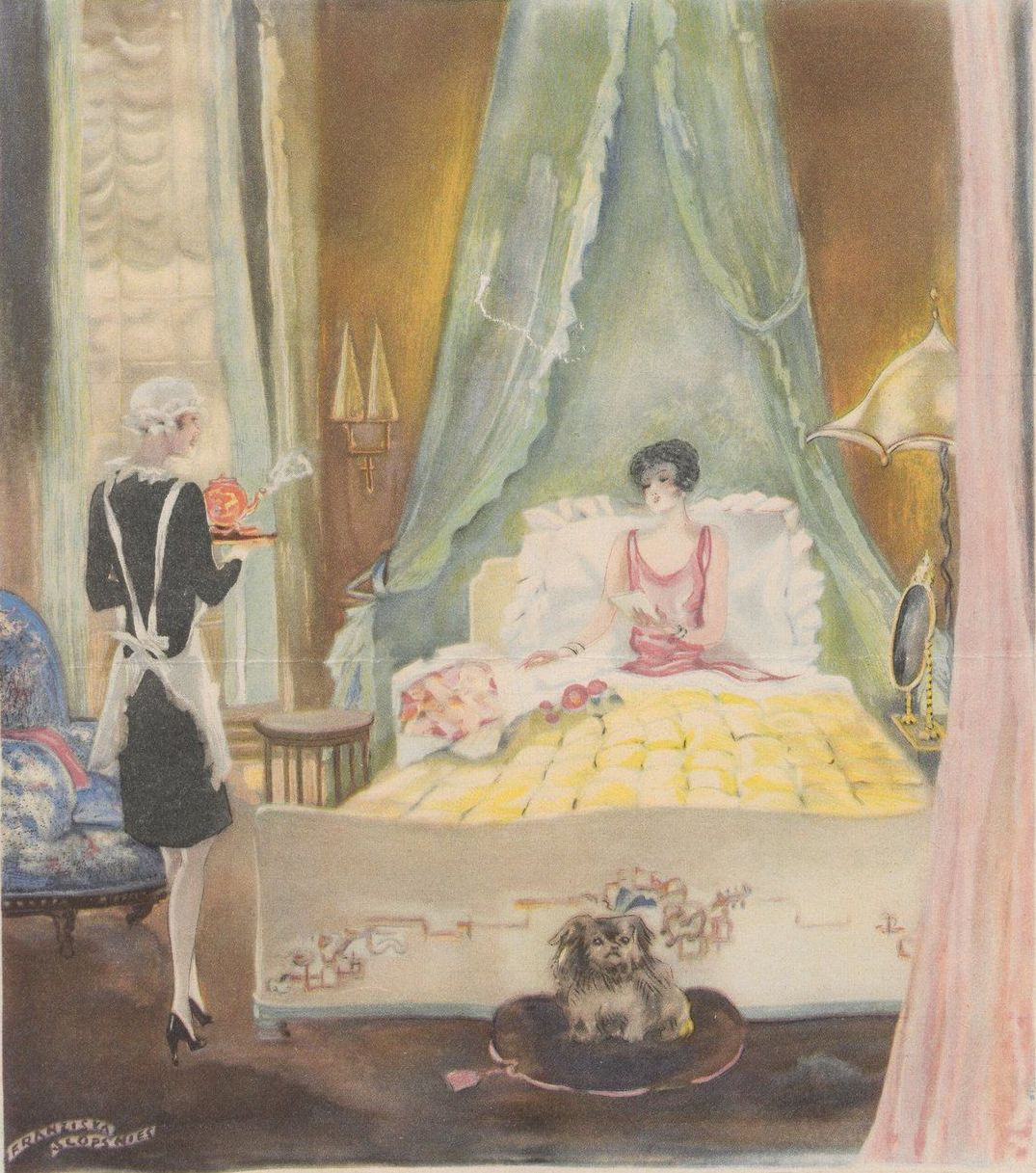
Der Tag faengt an, 1929
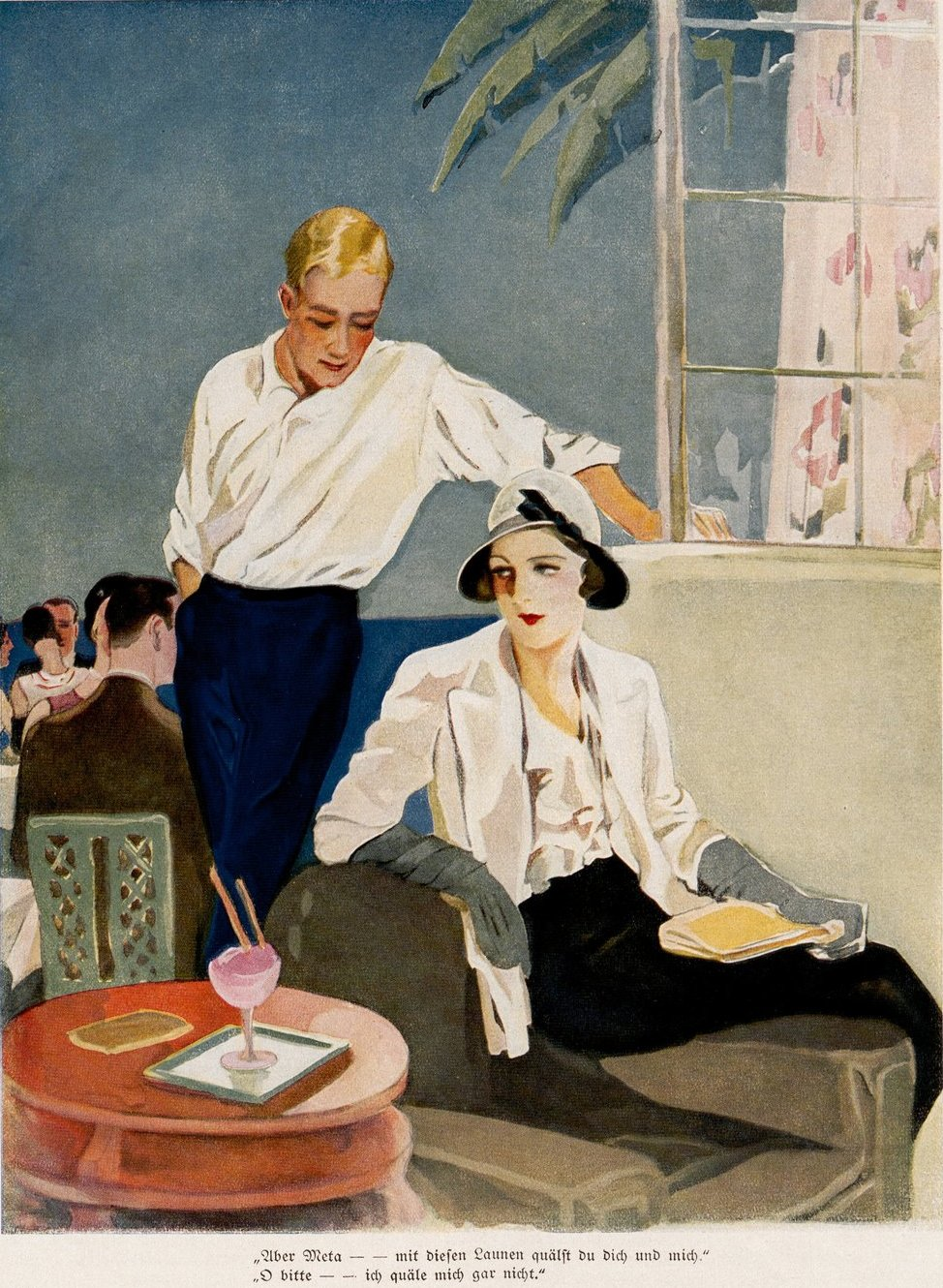
Aber Meta .., 1931
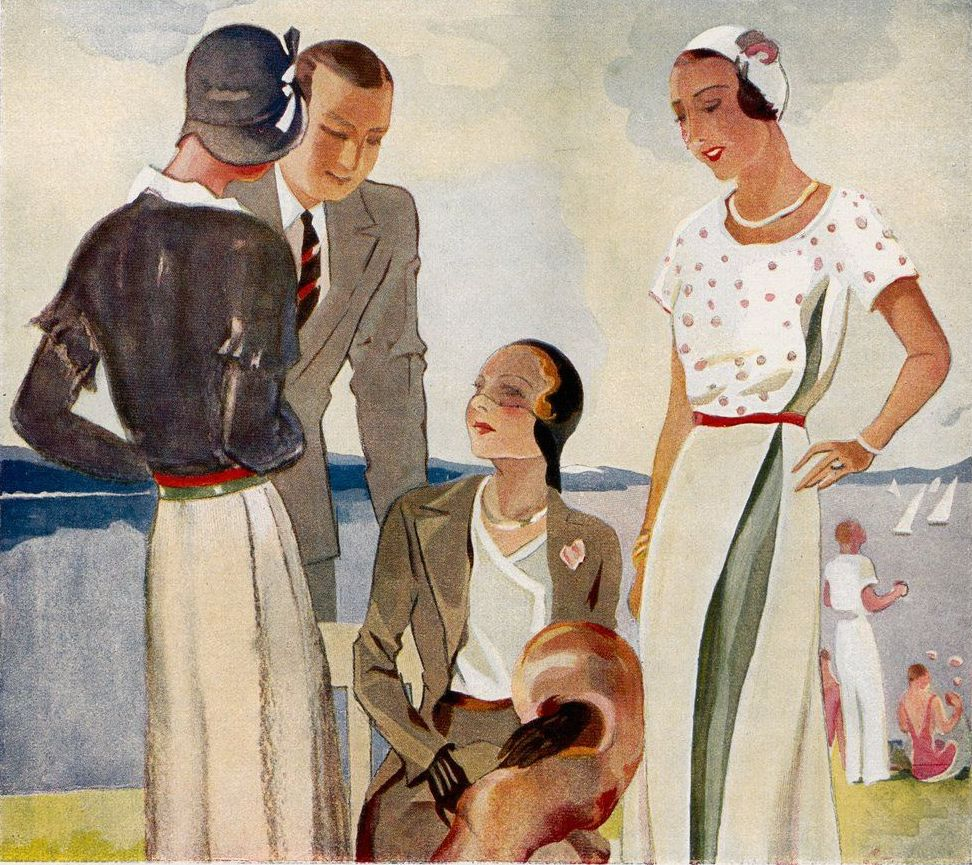
Diese Segler sind mir zu dreist, 1932